# Canton de Nogent-sur-Seine
Le canton de Nogent-sur-Seine est une circonscription électorale française située dans le département de l'Aube et la région Grand Est.
À la suite du redécoupage cantonal de 2014, les limites territoriales du canton sont remaniées. Le nombre de communes du canton passe de 16 à 23.

## Histoire
Le canton de Nogent-sur-Seine a été créé en 1801.
Un nouveau découpage territorial de l'Aube (département) entre en vigueur à l'occasion des élections départementales de mars 2015, défini par le décret du 21 février 2014, en application des lois du 17 mai 2013 (loi organique 2013-402 et loi 2013-403). Les conseillers départementaux sont, à compter de ces élections, élus au scrutin majoritaire binominal mixte. Les électeurs de chaque canton élisent au Conseil départemental, nouvelle appellation du Conseil général, deux membres de sexe différent, qui se présentent en binôme de candidats. Les conseillers départementaux sont élus pour six ans au scrutin binominal majoritaire à deux tours, l'accès au second tour nécessitant 12,5 % des inscrits au premier tour. En outre la totalité des conseillers départementaux est renouvelée. Ce nouveau mode de scrutin nécessite un redécoupage des cantons dont le nombre est divisé par deux avec arrondi à l'unité impaire supérieure si ce nombre n'est pas entier impair, assorti de conditions de seuils minimaux. Dans l'Aube, le nombre de cantons passe ainsi de 33 à 17. Le nombre de communes du canton de Nogent-sur-Seine passe de 16 à 23.
Le nouveau canton de Nogent-sur-Seine est formé de communes des anciens cantons de Villenauxe-la-Grande (7 communes) et de Nogent-sur-Seine (16 communes). Le canton est entièrement inclus dans l'arrondissement de Nogent-sur-Seine. Le bureau centralisateur est situé à Nogent-sur-Seine.

## Géographie
Ce canton est organisé autour de Nogent-sur-Seine dans l'arrondissement de Nogent-sur-Seine. 

## Représentation

### Conseillers d'arrondissement (de 1833 à 1940)
Le canton de Nogent-sur-Seine avait trois conseillers d'arrondissement.
| Période                                  | Période      | Identité                                   | Étiquette        | Qualité |
| ---------------------------------------- | ------------ | ------------------------------------------ | ---------------- | --- |
| 1833                                     |              | Auguste Deschamps (1777-1859)              |                  | Propriétaire, notaire, premier adjoint au maire de Nogent-sur-Seine                                         |
| 1833                                     |              | Charles Siméon Bertin-Delaunay (1792-1866) |                  | Chef de bataillon de la Garde Nationale Propriétaire à Nogent-sur-Seine                                     |
| 1833                                     | 1842         | Marquis de Belot de Ferreux                |                  | Propriétaire à Pont-sur-Seine                                                                               |
| 1842                                     |              | Jules Boisseau de Mellanville (1799-1869)  |                  | Médecin, propriétaire à Nogent-sur-Seine                                                                    |
|                                          |              |                                            |                  | |
| 1880                                     | 1887 (décès) | Nicolas Harmant                            |                  | Maire de Nogent-sur-Seine                                                                                   |
|                                          |              |                                            |                  | |
| 1904                                     | 1920 (décès) | Paul Sassot                                |                  | Industriel (minotier) à Nogent-sur-Seine, Président du Conseil d'arrondissement                             |
| 1913                                     | 1928         | Lucien Boyard                              |                  | Maire de Fontaine-Mâcon, Président du Conseil d'arrondissement                                              |
| 1920                                     | 1925         | Désiré Bridou                              | Radical          | Instituteur à Nogent-sur-Seine                                                                              |
| 1925                                     | 1934         | Jean Godier                                | Bloc des droites | Maire de Saint-Aubin                                                                                        |
| 1928                                     | 1940         | Henri Chevanne                             | Bloc des droites | Malteur, propriétaire à Nogent-sur-Seine                                                                    |
| 1934                                     | 1940         | Paul Juchat (1878-1971)                    | Bloc des droites | Cultivateur, maire de Courceroy                                                                             |
| 1940                                     |              |                                            |                  | Les conseils d'arrondissement ont été suspendus par la loi du 12 octobre 1940 et n'ont jamais été réactivés |
| Les données manquantes sont à compléter. |              |                                            |                  | |

### Conseillers généraux de 1833 à 2015
| Période                                  | Période          | Identité                             | Étiquette                          | Qualité |
| ---------------------------------------- | ---------------- | ------------------------------------ | ---------------------------------- | --- |
| 1833                                     | 1848             | Charles Toussaint Frédéric Demeufve  | Conservateur                       | Magistrat à la Cour Royale Maire de Nogent-sur-Seine Maire de Bois-le-Roi (Seine-et-Marne) Député (1831-1848) Président du Conseil Général (1841-1845)                               |
| 1848                                     | 1852             | François Antoine Dubois              |                                    | Maire de Nogent-sur-Seine |
| 1852                                     | 1861             | Antoine-Charles Poletnich            |                                    | Notaire - Maire de Nogent-sur-Seine |
| 1861                                     | 1874 (démission) | Auguste Casimir-Périer               |                                    | Ancien Ministre plénipotentiaire, propriétaire à Pont-sur-Seine |
| 1874                                     | 1894 (démission) | Jean Casimir-Périer                  | Centre gauche                      | Propriétaire au château de Pont-sur-Seine Député (1876-1894) Président de la Chambre des députés (juin 1894) Président du Conseil (1893-1894) Président de la République (1894-1895) |
| 1894                                     | 1925             | Alphonse Renaudat                    | Alliance républicaine progressiste | Propriétaire agriculteur Sénateur (1897-1930) |
| 1925                                     | 1932 (décès)     | Désiré Bridou                        | Rad.                               | Instituteur Maire de Nogent-sur-Seine, conseiller d'arrondissement |
| 1932                                     | 1940             | Anselme Guillemin                    | Rad                                | Marchand de bois Conseiller municipal de Nogent-sur-Seine Nommé membre de la Commission administrative départementale en 1941 Nommé conseiller départemental en 1943                 |
|                                          |                  |                                      |                                    | |
| 1945                                     | 1949             | Jules Villemin                       | SFIO                               | Employé puis commerçant Conseiller municipal de Nogent-sur-Seine |
| 1949                                     | 1961             | Eugène Berthier                      | DVD                                | Entrepreneur de serrurerie, Nogent-sur-Seine |
| 1961                                     | 1979             | Fernand Godier                       | RI puis RPR                        | Agriculteur |
| 1979                                     | 1985             | René Marc                            | PCF                                | Commerçant à Nogent-sur-Seine |
| 1985                                     | 1987 (décès)     | Michel Baroin                        | DVD                                | Président de la GMF (1974-1987) Maire de Nogent-sur-Seine (1983-1987) Ancien conseiller général du Canton d'Estissac                                                                 |
| 1987                                     | 1992             | Michèle Baroin (épouse du précédent) | DVD                                | |
| 1992                                     | 2015             | Gérard Ancelin                       | DVD                                | enseignant retraité, maire de Nogent-sur-Seine (1989-2014) Ancien Président de la Communauté de Communes du Nogentais Vice-Président du Conseil Général                              |
| Les données manquantes sont à compléter. |                  |                                      |                                    | |

### Représentation après 2015
| Période élective | Période élective | Mandat | Mandat   | Identité                | Nuance | Nuance | Qualité                                                 |
| ---------------- | ---------------- | ------ | -------- | ----------------------- | ------ | ------ | ------------------------------------------------------- |
| 2015             | 2021             | 2015   | 2021     | Gérard Ancelin          |        | DVD    | Enseignant retraité, Nogent-sur-Seine                   |
| 2015             | 2021             | 2015   | 2021     | Bernadette Garnier      |        | DVD    | Adjointe au Maire de Villenauxe-la-Grande               |
| 2021             | 2028             | 2021   | en cours | Estelle Bomberger-Rivot |        | LR     | Maire de Nogent-sur-Seine                               |
| 2021             | 2028             | 2021   | en cours | Jean-Yves Mathias       |        | DVD    | Ancien employé Adjoint au maire de Villenauxe-la-Grande |

### Résultats détaillés

#### Élections de mars 2015
À l'issue du premier tour des élections départementales de 2015, deux binômes sont en ballottage : Gérard Ancelin et Bernadette Garnier (DVD, 43,14 %) et Nicole Verleene et Jean-Paul Vinckier (FN, 41,28 %). Le taux de participation est de 49,54 % (5 395 votants sur 10 890 inscrits) contre 50,14 % au niveau départemental et 50,17 % au niveau national.
Au second tour, Gérard Ancelin et Bernadette Garnier (DVD) sont élus avec 55,55 % des suffrages exprimés et un taux de participation de 50,07 % (2 848 voix pour 5 457 votants et 10 899 inscrits).

#### Élections de juin 2021
Le premier tour des élections départementales de 2021 est marqué par un très faible taux de participation (33,26 % au niveau national). Dans le canton de Nogent-sur-Seine, ce taux de participation est de 33,38 % (3 568 votants sur 10 689 inscrits) contre 32,18 % au niveau départemental. À l'issue de ce premier tour, deux binômes sont en ballottage : Estelle Bomberger - Rivot et Jean-Yves Mathias (DVC, 41,67 %) et Martine Lefèvre et Christian Renard (RN, 30,9 %).
Le second tour des élections est marqué une nouvelle fois par une abstention massive équivalente au premier tour. Les taux de participation sont de 34,3 % au niveau national, 32,31 % dans le département et 32,33 % dans le canton de Nogent-sur-Seine. Estelle Bomberger - Rivot et Jean-Yves Mathias (DVC) sont élus avec 61,96 % des suffrages exprimés (2 015 voix pour 3 457 votants et 10 694 inscrits),,. 

## Composition

### Composition avant 2015

Situation du canton de Nogent-sur-Seine dans le département de l'Aube avant 2015.

Le canton de Nogent-sur-Seine regroupait seize communes.
| Nom                          | Code Insee | Codepostal | Superficie (km2) | Population (dernière pop. légale) | Densité (hab./km2) |
| ---------------------------- | ---------- | ---------- | ---------------- | --------------------------------- | ------------------ |
| Nogent-sur-Seine (chef-lieu) | 10268      | 10400      | 20,08            | 5 992 (2012)                      | 298                |
| Bouy-sur-Orvin               | 10057      | 10400      | 6,70             | 57 (2012)                         | 8,5                |
| Courceroy                    | 10106      | 10400      | 6,69             | 121 (2012)                        | 18                 |
| Ferreux-Quincey              | 10148      | 10400      | 15,32            | 358 (2012)                        | 23                 |
| Fontaine-Mâcon               | 10153      | 10400      | 16,01            | 645 (2012)                        | 40                 |
| Fontenay-de-Bossery          | 10154      | 10400      | 8,40             | 77 (2012)                         | 9,2                |
| Gumery                       | 10169      | 10400      | 10,92            | 244 (2012)                        | 22                 |
| La Louptière-Thénard         | 10208      | 10400      | 13,68            | 294 (2012)                        | 21                 |
| Marnay-sur-Seine             | 10225      | 10400      | 10,10            | 231 (2012)                        | 23                 |
| Le Mériot                    | 10231      | 10400      | 12,60            | 589 (2012)                        | 47                 |
| La Motte-Tilly               | 10259      | 10400      | 11,59            | 399 (2012)                        | 34                 |
| Pont-sur-Seine               | 10298      | 10400      | 16,15            | 1 086 (2012)                      | 67                 |
| Saint-Aubin                  | 10334      | 10400      | 17,76            | 590 (2012)                        | 33                 |
| Saint-Nicolas-la-Chapelle    | 10355      | 10400      | 11,54            | 68 (2012)                         | 5,9                |
| Soligny-les-Étangs           | 10370      | 10400      | 15,94            | 223 (2012)                        | 14                 |
| Traînel                      | 10382      | 10400      | 19,99            | 1 070 (2012)                      | 54                 |

### Composition à partir de 2015
Le nouveau canton de Nogent-sur-Seine comprend vingt-trois communes entières.
| Nom                                      | Code Insee | Intercommunalité | Superficie (km2) | Population (dernière pop. légale) | Densité (hab./km2) | Modifier                                    |
| ---------------------------------------- | ---------- | ---------------- | ---------------- | --------------------------------- | ------------------ | ------------------------------------------- |
| Nogent-sur-Seine (bureau centralisateur) | 10268      | CC du Nogentais  | 20,08            | 5 673 (2022)                      | 283                | modifier les données · modifier les données |
| Barbuise                                 | 10031      | CC du Nogentais  | 18,09            | 447 (2022)                        | 25                 | modifier les données · modifier les données |
| Bouy-sur-Orvin                           | 10057      | CC du Nogentais  | 6,70             | 54 (2022)                         | 8,1                | modifier les données · modifier les données |
| Courceroy                                | 10106      | CC du Nogentais  | 6,69             | 147 (2022)                        | 22                 | modifier les données · modifier les données |
| Ferreux-Quincey                          | 10148      | CC du Nogentais  | 15,32            | 405 (2022)                        | 26                 | modifier les données · modifier les données |
| Fontaine-Mâcon                           | 10153      | CC du Nogentais  | 16,01            | 618 (2022)                        | 39                 | modifier les données · modifier les données |
| Fontenay-de-Bossery                      | 10154      | CC du Nogentais  | 8,40             | 70 (2022)                         | 8,3                | modifier les données · modifier les données |
| Gumery                                   | 10169      | CC du Nogentais  | 10,92            | 220 (2022)                        | 20                 | modifier les données · modifier les données |
| La Louptière-Thénard                     | 10208      | CC du Nogentais  | 13,68            | 300 (2022)                        | 22                 | modifier les données · modifier les données |
| Marnay-sur-Seine                         | 10225      | CC du Nogentais  | 10,10            | 235 (2022)                        | 23                 | modifier les données · modifier les données |
| Le Mériot                                | 10231      | CC du Nogentais  | 12,60            | 617 (2022)                        | 49                 | modifier les données · modifier les données |
| Montpothier                              | 10254      | CC du Nogentais  | 7,72             | 329 (2022)                        | 43                 | modifier les données · modifier les données |
| La Motte-Tilly                           | 10259      | CC du Nogentais  | 11,59            | 369 (2022)                        | 32                 | modifier les données · modifier les données |
| Périgny-la-Rose                          | 10284      | CC du Nogentais  | 6,86             | 160 (2022)                        | 23                 | modifier les données · modifier les données |
| Plessis-Barbuise                         | 10291      | CC du Nogentais  | 5,50             | 183 (2022)                        | 33                 | modifier les données · modifier les données |
| Pont-sur-Seine                           | 10298      | CC du Nogentais  | 16,15            | 1 117 (2022)                      | 69                 | modifier les données · modifier les données |
| Saint-Aubin                              | 10334      | CC du Nogentais  | 17,76            | 591 (2022)                        | 33                 | modifier les données · modifier les données |
| Saint-Nicolas-la-Chapelle                | 10355      | CC du Nogentais  | 11,54            | 75 (2022)                         | 6,5                | modifier les données · modifier les données |
| La Saulsotte                             | 10367      | CC du Nogentais  | 18,93            | 681 (2022)                        | 36                 | modifier les données · modifier les données |
| Soligny-les-Étangs                       | 10370      | CC du Nogentais  | 15,94            | 259 (2022)                        | 16                 | modifier les données · modifier les données |
| Traînel                                  | 10382      | CC du Nogentais  | 19,99            | 1 064 (2022)                      | 53                 | modifier les données · modifier les données |
| Villenauxe-la-Grande                     | 10420      | CC du Nogentais  | 18,05            | 2 604 (2022)                      | 144                | modifier les données · modifier les données |
| La Villeneuve-au-Châtelot                | 10421      | CC du Nogentais  | 6,17             | 148 (2022)                        | 24                 | modifier les données · modifier les données |
| Canton de Nogent-sur-Seine               | 1007       |                  | 294,79           | 16 366 (2022)                     | 56                 | modifier les données                        |

## Démographie

### Démographie avant 2015
| 1962  | 1968  | 1975  | 1982  | 1990   | 1999   | 2006   | 2011   | 2012   |
| ----- | ----- | ----- | ----- | ------ | ------ | ------ | ------ | ------ |
| 8 289 | 8 705 | 8 977 | 9 498 | 10 268 | 11 167 | 11 458 | 12 015 | 12 044 |

### Démographie depuis 2015
En 2022, le canton comptait 16 366 habitants, en évolution de −2,7 % par rapport à 2016 (Aube : +0,7 %, France hors Mayotte : +2,11 %).
| 2013   | 2018   | 2022   |
| ------ | ------ | ------ |
| 16 708 | 16 830 | 16 366 |